# Boňkov
Boňkov (deutsch Bonkau, auch Bonkow) ist eine Gemeinde in der tschechischen Region Vysočina. Sie liegt sieben Kilometer östlich des Stadtzentrums von Humpolec und gehört zum Okres Havlíčkův Brod.

## Geographie

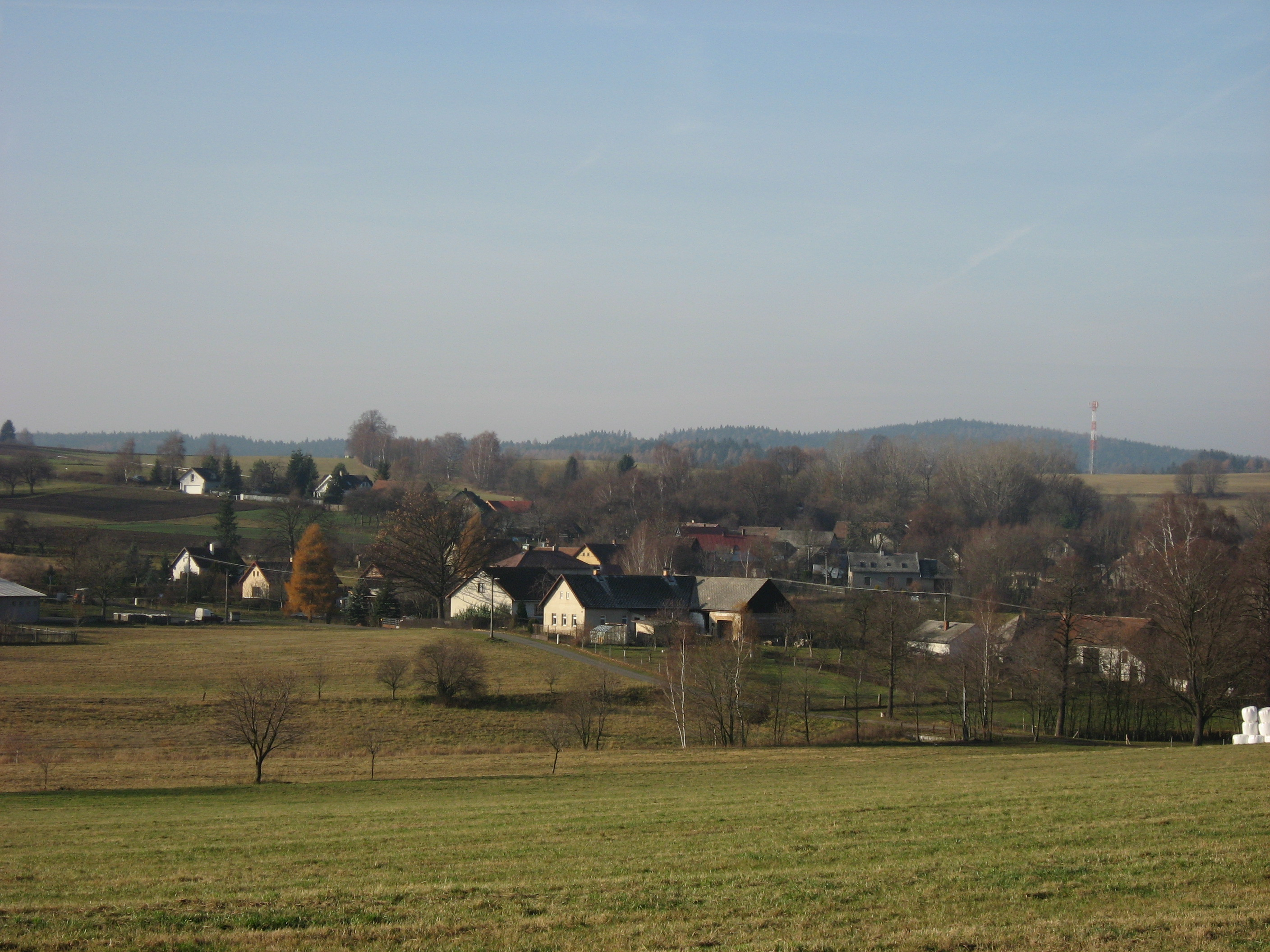
Blick auf Boňkov

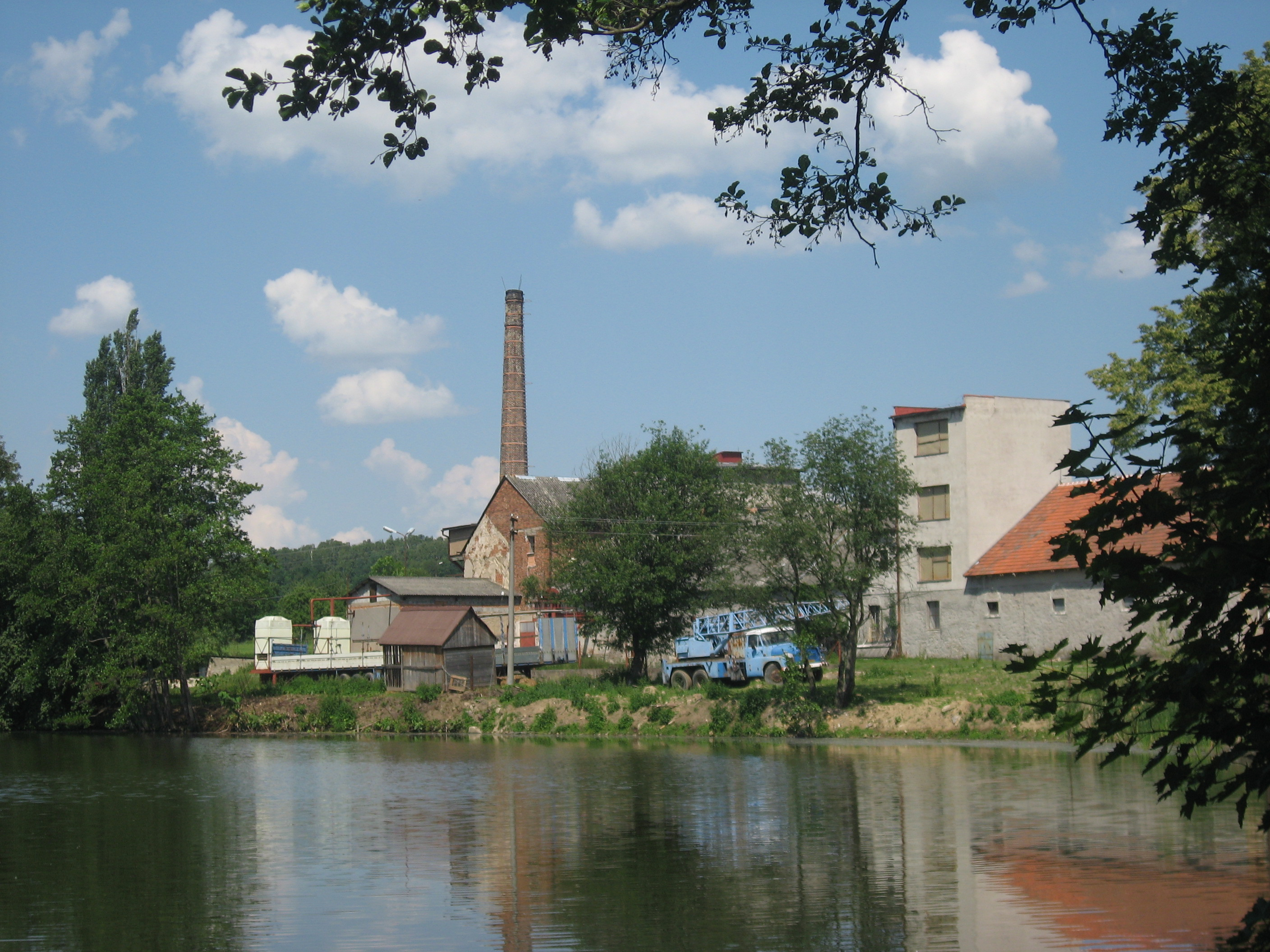
Blick über den Boňkovský rybník zur Brennerei

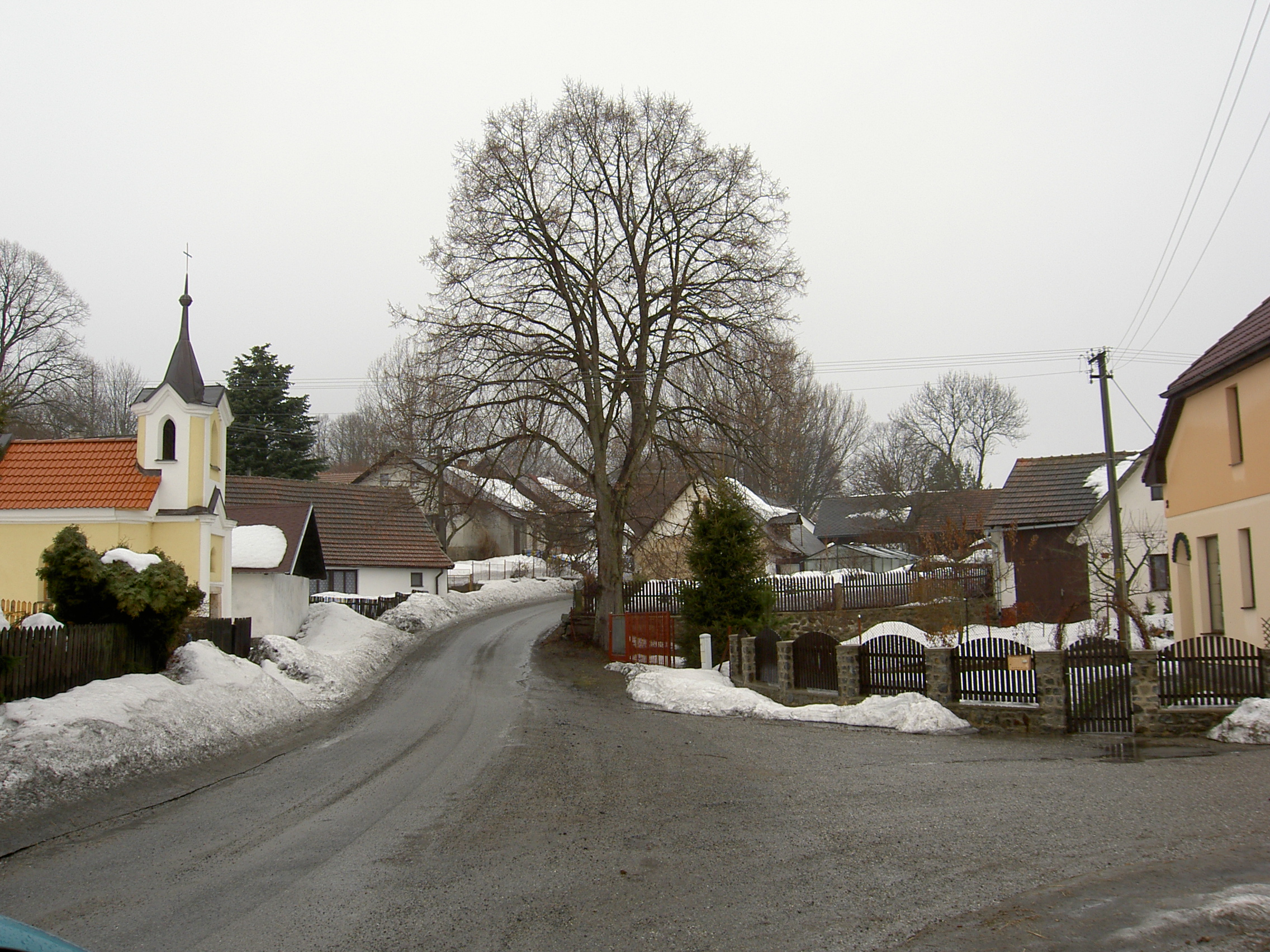
Ortszentrum

Boňkov befindet sich linksseitig über dem Tal des Baches Boňkovský potok in der Křemešnická vrchovina (Křemešník-Bergland). Südlich des Dorfes liegt der Teich Boňkovský rybník; westlich - im Tal des Perlový potok - der Teich Kachlička.  Im Osten erhebt sich der Na Kubínovsku (560 m n.m.), westlich die Ohrada (595 m n.m.) und im Nordwesten der U kapličky (578 m n.m.).
Nachbarorte sind Skála und Věž im Norden, Merunka, Spirov, Ulrichův Mlýn und Radňov im Nordosten, Půlník, Koječín und U Miksů im Osten, Chválkov, Satrapa und Herálec im Südosten, Dvůr, Rybárna, Slavníč und Kamenice im Süden, Dubí und Zdislavice im Südwesten, Splav im Westen sowie Čejov und Leština im Nordwesten.

## Geschichte
Die erste urkundliche Erwähnung des Dorfes erfolgte im Jahre 1305, als der Abt des Klosters Sedlec, Heinrich Heidenreich die Burg Křivsoudov und die Feste Herálec erwarb. In dem Kauf sind die zehn zur Feste gehörigen Dörfer Herálec, Slavníč, Nová Ves, Pavlov, Mikulášov, Dubí, Bunovec, Weselí, Bonkow und Budíkov aufgeführt. Im erzbischöflichen Steuerregister von 1379 sind für Bonkow acht bewirtschaftete Hufen genannt.
Um 1618 erwarben die Herren Trčka von Lípa das Dorf von Christoph Karl von Ruppau auf Herálec und schlugen es dem Gut Okrouhlice zu. Als der Besitzer der Güter Herálec, Pollerskirchen und Okrouhlice mit Věž, Michael Achatius von Kirchner, im Jahre 1708 das Gut Okrouhlice an Johann Peter Straka von Nedabylic und Libčan überließ, trennte er Bonkow wieder von Okrouhlice ab und schloss das Dorf wieder an das Gut Herálec an. Im Jahre 1714 bestand Bonkow lediglich aus vier Bauernwirtschaften. Der Grundherr Anton Freiherr von Gastheim ließ 1715 nach Erwerb eines Doppelhüfnerguter den Bonkower Hof gründen. Im Jahre 1771 bestand das Dorf aus dem Meierhof, drei Bauerngütern und sechs Chaluppen. Später wurden zwei Ganzhüfnerstellen in Halbhüfnerstellen aufgeteilt und weitere Chaluppen errichtet. 1830 ließ die Besitzerin der Herrschaft Herálec, Theresia von Trauttmansdorff-Weinsberg auf dem Hof eine Brennerei errichten, wenig später entstand ein Sägewerk.
Im Jahre 1840 bestand das im Caslauer Kreis gelegene Dorf Bonkow bzw. Bonkau aus 21 Häusern, in denen 169 Personen lebten. Im Ort gab es einen herrschaftlichen Meierhof mit Schäferei, ein Branntweinhaus und eine Brettmühle. Auf dem Bonkower Hof erfolgte eine intensive Viehmast zum Verkauf an die Fleischhauer. Pfarrort war Heraletz. Bis zur Mitte des 19. Jahrhunderts blieb Bonkow der Herrschaft Heraletz untertänig.
Nach der Aufhebung der Patrimonialherrschaften bildete Bonkov ab 1849 einen Ortsteil der Gemeinde Herálec im Gerichtsbezirk Humpoletz. Ab 1868 gehörte das Dorf zum Bezirk Deutschbrod. 1869 hatte Bonkov 196 Einwohner und bestand aus 21 Häusern. Der Inspektor der Nordwestbahn Gustav Groß, der die Gutsherrschaft Herálec 1883 erworben hatte, ließ die Brennerei modernisieren. Mit einer Tagesproduktion von sieben Hektolitern war sie die drittgrößte Brennerei in der k.u.k. Monarchie geworden. Auch das mittels Transmission aus der Brennerei angetriebene Sägewerk wurde verbessert; während der Brennkampagne konnten 1000–1500 m³ Stammholz geschnitten werden. Seit 1886 wird der Ortsname Boňkov verwendet. Am 15. Februar 1893 löste sich Boňkov von Herálec los und bildete eine eigene Gemeinde. Im Jahre 1900 lebten in Boňkov 191 Menschen, 1910 waren es 179. Die Freiwillige Feuerwehr wurde 1905 gegründet. Am 1. Juli 1910 wurde die Gemeinde Teil des neuerrichteten Bezirk Humpoletz. 1930 hatte Boňkov 170 Einwohner und bestand aus 31 Häusern. Im Zuge der Gebietsreform von 1960 und der Aufhebung des Okres Humpolec wurde die Gemeinde dem Okres Havlíčkův Brod zugeordnet. Im Jahre 1961 erfolgte die Eingemeindung nach Herálec. Boňkov löste sich mit Beginn des Jahres 1992 wieder von Herálec los und bildete eine eigene Gemeinde. Beim Zensus von 2001 lebten in den 38 Häusern der Gemeinde 58 Personen.

## Gemeindegliederung
Für die Gemeinde Boňkov sind keine Ortsteile ausgewiesen. Zu Boňkov gehören die Einschichten Dvůr und Merunka.
Das Gemeindegebiet bildet einen Katastralbezirk.

## Sehenswürdigkeiten
- Neogotische Kapelle der Jungfrau Maria von Lourdes auf dem Dorfplatz, sie wurde in der ersten Hälfte des 19. Jahrhunderts errichtet und war ursprünglich dem hl. Wenzel geweiht. 1969 erfolgte eine Instandsetzung. Nach der Sanierung im Jahre 2001 wurde die Kapelle neu geweiht.
- Nischenkapelle der Jungfrau Maria in den Feldern über der Straße nach Skála. Der Überlieferung nach sollte an dem Platz, wo während der Hussitenkriege ein Kampf stattfand, die Kirche von Skála gebaut werden. Nachdem das Baumaterial über Nacht verschwand, verbreitete sich das Gerücht, dass der Herr die Kirche nicht auf dem Hügel, sondern in Skála gebaut haben wollte. Vielmehr waren es aber die Bewohner von Skála, die das Material wegfuhren, weil sie die Kirche im Dorf haben wollten.[7]
- Erholungsgebiet Kachlička mit Campingplatz und Ferienhauskolonie